# Vincenzo Iaquinta
Vincenzo Iaquinta (n. 21 noiembrie 1979, Cutro, Italia) este un fost fotbalist italian care a evoluat ultima dată la echipa de fotbal Juventus Torino. Împreună cu naționala Italiei a câștigat Campionatul Mondial de Fotbal 2006.